# Sisyrinchium plicatulum
Sisyrinchium plicatulum är en irisväxtart som beskrevs av Pierfelice Ravenna. Sisyrinchium plicatulum ingår i släktet gräsliljor, och familjen irisväxter. Inga underarter finns listade i Catalogue of Life.